# NGC 1505
NGC 1505 este o galaxie lenticulară situată în constelația Eridanul. A fost descoperită în 31 decembrie 1885 de către Ormond Stone⁠(d).